# Bomet (hrabstwo)
Bomet – hrabstwo w Kenii, na obszarze dawnej Prowincji Wielkiego Rowu. Jego stolicą jest Bomet. Według Spisu Powszechnego z 2019 roku liczy 875,7 tys. mieszkańców na obszarze 2531 km². W większości zamieszkany przez plemiona Kalendżin.
Hrabstwo Bomet graniczy z czterema innymi hrabstwami: z Kericho na północy, Narok na południu i wschodzie, z Nakuru na północnym wschodzie, oraz z Nyamirą na zachodzie.

## Gospodarka
Rolnictwo jest główną działalnością gospodarczą w hrabstwie Bomet, a uprawa herbaty i mleczarstwo są na szczycie tego sektora. Podstawowym pożywieniem w tym regionie jest kukurydza. Obszar ten otrzymuje opady przez większą część roku, co pozwala na rozkwit rolnictwa.

## Religia
Struktura religijna w 2019 roku wg Spisu Powszechnego:
- protestantyzm – 70,2%
- katolicyzm – 14,8%
- niezależne kościoły afrykańskie – 6,5%
- pozostali chrześcijanie – 4,1%
- brak religii – 2,7%
- islam – 0,1%
- pozostali – 1,6%.

## Podział administracyjny
Hrabstwo Bomet składa się z pięciu okręgów:
- Sotik,
- Chepalungu,
- Bomet East,
- Bomet Central i
- Konoin.